# Corinna galeata
Corinna galeata là một loài nhện trong họ Corinnidae.
Loài này thuộc chi Corinna. Corinna galeata được Eugène Simon miêu tả năm 1896.